# Городок (Вязьевская волость)
Городо́к — деревня в Дедовичском районе Псковской области России. Входит в состав Вязьевской волости.
Расположена в центре района, в 3 км к юго-западу от границы райцентра посёлка Дедовичи, на реке Судома.

## Население
| 2001 | 2002 | 2010 |
| ---- | ---- | ---- |
| 38   | ↘35  | ↘23  |

Численность населения деревни по оценке на начало 2001 года составляла 38 жителей.

## История
До июня 2010 года деревня была в составе ныне упразднённой Красногорской волости Дедовичского района.